# Puchar Kontynentalny 2015/2016
19. edycja Pucharu Kontynentalnego rozgrywany od 2 października 2015 roku do 10 stycznia 2016 roku.
Ostateczne miejsca rozgrywanych turniejów zostały potwierdzone 20 czerwca w Budapeszcie. Do edycji przystąpił zespół aktualnego mistrza Polski – GKS Tychy, który rozpoczął rozgrywki od II rundy, a następnie jako pierwszy polski reprezentant w historii awansował do Superfinału Pucharu Kontynentalnego i został pierwszym polskim medalistą europejskiego pucharu.

## Uczestnicy
| Runda          | Data                    | Grupa   | Miejsce                                  | Drużyna                                                        |
| -------------- | ----------------------- | ------- | ---------------------------------------- | -------------------------------------------------------------- |
| Pierwsza runda | 2–4 października 2015   | Grupa A | Ledena Dvorana Pionir · Belgrad · Serbia | Partizan Belgrad Rishon Devils CSKA Sofia Zeytinburnu Stambuł  |
| Druga runda    | 23–25 października 2015 | Grupa B | Miszkolc Arena · Miszkolc · Węgry        | HK Mogo Acroni Jesenice Miskolci JJSE CH Jaca                  |
| Druga runda    | 23–25 października 2015 | Grupa C | Stadion Zimowy · Tychy · Polska          | GKS Tychy Coventry Blaze CSM Dunărea Galați Partizan Belgrad   |
| Trzecia runda  | 20–22 listopada 2015    | Grupa D | Pala Odegar · Asiago · Włochy            | Asiago Hockey Herning Blue Fox Jertys Pawłodar HK Mogo         |
| Trzecia runda  | 20–22 listopada 2015    | Grupa E | Île Lacroix · Rouen · Francja            | Szachcior Soligorsk Dragons de Rouen HK Krzemieńczuk GKS Tychy |
| Super finał    | 8–10 stycznia 2016      | Grupa F | Île Lacroix · Rouen · Francja            | Herning Blue Fox Dragons de Rouen Asiago Hockey GKS Tychy      |

## I runda

### Grupa A
Tabela

| Lp. | Zespół              | M | Pkt | Z | WpD | PpD | P | G+ | G- | +/− |
| --- | ------------------- | - | --- | - | --- | --- | - | -- | -- | --- |
| 1   | CSKA Sofia          | 3 | 9   | 3 | 0   | 0   | 0 | 28 | 10 | +18 |
| 2   | Zeytinburnu Stambuł | 3 | 6   | 2 | 0   | 0   | 1 | 23 | 14 | +9  |
| 3   | Partizan Belgrad    | 3 | 3   | 1 | 0   | 0   | 2 | 14 | 17 | -3  |
| 4   | Rishon Devils       | 3 | 0   | 0 | 0   | 0   | 3 | 6  | 30 | -24 |

Wyniki
| 2 października 2015 | Rishon Devils | 4:14 | Zeytinburnu Stambuł | Ledena Dvorana Pionir, Belgrad |

| Szczegóły      | Szczegóły                                                                          | Szczegóły       | Szczegóły | Szczegóły                                                                                |
| -------------- | ---------------------------------------------------------------------------------- | --------------- | --- | ---------------------------------------------------------------------------------------- |
| Godzina: 14:00 | E. Klein (EQ) 18:08 J. Margulis (PP) 33:17 E. Klein (PP) 35:53 M. Sherf (EQ) 39:12 | (1:6, 3:4, 0:4) | 02:09 (PP) A. Peronmaa 06:43 (EQ) O. Zadojenko 07:13 (EQ) O. Zadojenko 13:33 (EQ) O. Zadojenko 18:00 (PP) O. Zadojenko 19:17 (SH) E. Özmen 25:07 (EQ) A. Peronmaa 30:10 (EQ) G. Öztürk 38:16 (EQ) A. Peronmaa 38:22 (EQ) A. Wojcechiwskyj 48:06 (PP) E. Özmen 51:18 (EQ) A. Peronmaa 51:32 (EQ) O. Zadojenko 55:42 (EQ) A. Wojcechiwskyj | Widzów: 23 Sędzia główny: Marius Iliescu Sędziowie liniowi: Uros Aleksic Nemanja Nikolic |
| Godzina: 14:00 | 16 min. kar                                                                        |                 | 10 min. kar | Widzów: 23 Sędzia główny: Marius Iliescu Sędziowie liniowi: Uros Aleksic Nemanja Nikolic |

| 2 października 2015 | CSKA Sofia | 12:4 | Partizan Belgrad | Ledena Dvorana Pionir, Belgrad |

| Szczegóły      | Szczegóły | Szczegóły       | Szczegóły                                                                                        | Szczegóły                                                                             |
| -------------- | --- | --------------- | ------------------------------------------------------------------------------------------------ | ------------------------------------------------------------------------------------- |
| Godzina: 17:30 | E. Orłow (EQ) 02:14 S. Muchaczew (PP) 03:36 A. Koniuchow (EQ) 04:14 A. Jotow (SH) 06:22 A. Johnsson (EQ) 07:29 S. Muchaczew (EQ) 09:25 A. Szczewielew (PP) 17:36 E. Orłow (EQ) 22:12 A. Jotow (PP) 27:49 A. Johnsson (EQ) 33:33 S. Muchaczew (PP) 36:02 J. Dušička (EQ) 57:31 | (7:0, 4:1, 1:3) | 22:44 (EQ) M. Milovanović 47:22 (EQ) N. Janković 50:32 (EQ) M. Milovanović 53:45 (EQ) B. Cuković | Widzów: 150 Sędzia główny: Jonas Reimer Sędziowie liniowi: Davor Bogdan Darko Popovic |
| Godzina: 17:30 | 8 min. kar |                 | 39 min. kar                                                                                      | Widzów: 150 Sędzia główny: Jonas Reimer Sędziowie liniowi: Davor Bogdan Darko Popovic |

| 3 października 2015 | Rishon Devils | 1:7 | CSKA Sofia | Ledena Dvorana Pionir, Belgrad |

| Szczegóły      | Szczegóły           | Szczegóły       | Szczegóły | Szczegóły                                                                                  |
| -------------- | ------------------- | --------------- | --- | ------------------------------------------------------------------------------------------ |
| Godzina: 14:00 | E. Klein (EQ) 48:01 | (0:4, 0:2, 1:1) | 05:30 (EQ) A. Johnsson 05:43 (EQ) P. Petráš 11:57 (EQ) E. Orłow 19:47 (EQ) J. Dušička 34:41 (PP) J. Dušička 36:23 (PP) A. Jotow 44:07 (EQ) A. Jotow | Widzów: 40 Sędzia główny: Hub van Grinsven Sędziowie liniowi: Davor Bogdan Nemanja Nikolic |
| Godzina: 14:00 | 16 min. kar         |                 | brak kar | Widzów: 40 Sędzia główny: Hub van Grinsven Sędziowie liniowi: Davor Bogdan Nemanja Nikolic |

| 3 października 2015 | Partizan Belgrad | 1:4 | Zeytinburnu Stambuł | Ledena Dvorana Pionir, Belgrad |

| Szczegóły      | Szczegóły             | Szczegóły       | Szczegóły                                                                                       | Szczegóły                                                                              |
| -------------- | --------------------- | --------------- | ----------------------------------------------------------------------------------------------- | -------------------------------------------------------------------------------------- |
| Godzina: 17:30 | D. Komazec (PP) 41:52 | (0:0, 0:3, 1:1) | 20:23 (EQ) A. Wojcechiwskyj 27:09 (PP2) R. Alves 35:50 (EQ) O. Zadojenko 43:09 (PP) A. Peronmaa | Widzów: 89 Sędzia główny: Marius Iliescu Sędziowie liniowi: Uros Aleksic Darko Popovic |
| Godzina: 17:30 | 132 min. kar          |                 | 49 min. kar                                                                                     | Widzów: 89 Sędzia główny: Marius Iliescu Sędziowie liniowi: Uros Aleksic Darko Popovic |

| 4 października 2015 | Zeytinburnu Stambuł | 5:9 | CSKA Sofia | Ledena Dvorana Pionir, Belgrad |

| Szczegóły      | Szczegóły | Szczegóły       | Szczegóły | Szczegóły                                                                                  |
| -------------- | --- | --------------- | --- | ------------------------------------------------------------------------------------------ |
| Godzina: 14:00 | A. Peronmaa (EQ) 08:35 A. Wojcechiwskyj (EQ) 11:36 A. Peronmaa (EQ) 23:30 R. Bahl (PP2) 36:18 O. Zadojenko (PP) 39:02 | (2:1, 3:3, 0:5) | 18:41 (EQ) A. Johnsson 31:32 (PP2) A. Koniuchow 38:32 (SH) M. Bojadjiew 39:57 (EQ) A. Jotow 48:10 (PP) A. Johnsson 50:30 (EQ) S. Muchaczew 56:39 (PP) J. Dušička 57:18 (EQ) E. Orłow 57:51 (EQ) J. Gaczew | Widzów: 15 Sędzia główny: Hub van Grinsven Sędziowie liniowi: Uros Aleksic Nemanja Nikolic |
| Godzina: 14:00 | 17 min. kar |                 | 18 min. kar | Widzów: 15 Sędzia główny: Hub van Grinsven Sędziowie liniowi: Uros Aleksic Nemanja Nikolic |

| 4 października 2015 | Partizan Belgrad | 9:1 | Rishon Devils | Ledena Dvorana Pionir, Belgrad |

| Szczegóły      | Szczegóły | Szczegóły       | Szczegóły           | Szczegóły                                                                            |
| -------------- | --- | --------------- | ------------------- | ------------------------------------------------------------------------------------ |
| Godzina: 17:30 | M. Milovanović (EQ) 00:21 N. Raković (EQ) 19:16 B. Gabrić (PP) 23:43 M. Milovanović (EQ) 29:12 S. Ristić (EQ) 30:01 M. Milovanović (SH) 36:17 M. Milovanović (EQ) 37:10 P. Ogrizović (EQ) 41:35 N. Janković (EQ) 56:00 | (2:0, 5:0, 2:1) | 42:57 (EQ) E. Klein | Widzów: 67 Sędzia główny: Jonas Reimer Sędziowie liniowi: Davor Bogdan Darko Popovic |
| Godzina: 17:30 | 8 min. kar |                 | 14 min. kar         | Widzów: 67 Sędzia główny: Jonas Reimer Sędziowie liniowi: Davor Bogdan Darko Popovic |

## II runda

### Grupa B
Tabela

| Lp. | Zespół          | M | Pkt | Z | WpD | PpD | P | G+ | G- | +/− |
| --- | --------------- | - | --- | - | --- | --- | - | -- | -- | --- |
| 1   | HK Mogo         | 3 | 9   | 3 | 0   | 0   | 0 | 12 | 5  | +7  |
| 2   | Acroni Jesenice | 3 | 6   | 2 | 0   | 0   | 1 | 15 | 7  | +8  |
| 3   | Miskolci JJSE   | 3 | 3   | 1 | 0   | 0   | 2 | 7  | 9  | -2  |
| 4   | CH Jaca         | 3 | 0   | 0 | 0   | 0   | 3 | 6  | 19 | -13 |

Wyniki
| 23 października 2015 | Acroni Jesenice | 3:1 | CH Jaca | Miszkolc Arena, Miszkolc |

| Szczegóły      | Szczegóły                                                    | Szczegóły       | Szczegóły              | Szczegóły                                                                              |
| -------------- | ------------------------------------------------------------ | --------------- | ---------------------- | -------------------------------------------------------------------------------------- |
| Godzina: 15:30 | A. Remar (EQ) 04:23 M. Erman (EQ) 23:46 M. Pesjak (EQ) 25:29 | (1:0, 2:1, 0:0) | 34:33 (EQ) P. Gonzalez | Widzów: 180 Sędzia główny: Laurent Garbay Sędziowie liniowi: Adam Ozsvath Aron Soltesz |
| Godzina: 15:30 | 38 min. kar                                                  |                 | 16 min. kar            | Widzów: 180 Sędzia główny: Laurent Garbay Sędziowie liniowi: Adam Ozsvath Aron Soltesz |

| 23 października 2015 | Miskolci JJSE | 1:2 | HK Mogo | Miszkolc Arena, Miszkolc |

| Szczegóły      | Szczegóły            | Szczegóły       | Szczegóły                                    | Szczegóły                                                                                 |
| -------------- | -------------------- | --------------- | -------------------------------------------- | ----------------------------------------------------------------------------------------- |
| Godzina: 19:00 | K. Sagert (PP) 21:51 | (0:0, 1:2, 0:0) | 22:38 (EQ) E. Kurmis 25:20 (PP) A. Lavrenovs | Widzów: 1250 Sędzia główny: Jonathan Liptrott Sędziowie liniowi: Balazs Somos Daniel Soos |
| Godzina: 19:00 | 53 min. kar          |                 | 45 min. kar                                  | Widzów: 1250 Sędzia główny: Jonathan Liptrott Sędziowie liniowi: Balazs Somos Daniel Soos |

| 24 października 2015 | HK Mogo | 6:3 | CH Jaca | Miszkolc Arena, Miszkolc |

| Szczegóły      | Szczegóły | Szczegóły       | Szczegóły                                                           | Szczegóły                                                                               |
| -------------- | --- | --------------- | ------------------------------------------------------------------- | --------------------------------------------------------------------------------------- |
| Godzina: 15:30 | M. Lipsbergs (PP) 23:42 J. Ozolins (EQ) 33:52 S. Durdins (SH) 38:40 E. Lipsbergs (EQ) 39:14 M. Lipsbergs (EQ) 46:40 S. Durdins (EQ) 59:49 | (0:2, 4:1, 2:0) | 03:42 (EQ) G. Gonzalez 04:04 (EQ) G. Gonzalez 26:24 (EQ) P. Pantoja | Widzów: 100 Sędzia główny: Maciej Pachucki Sędziowie liniowi: Adam Ozsvath Aron Soltesz |
| Godzina: 15:30 | 10 min. kar |                 | 12 min. kar                                                         | Widzów: 100 Sędzia główny: Maciej Pachucki Sędziowie liniowi: Adam Ozsvath Aron Soltesz |

| 24 października 2015 | Acroni Jesenice | 3:4 | Miskolci JJSE | Miszkolc Arena, Miszkolc |

| Szczegóły      | Szczegóły                                                       | Szczegóły       | Szczegóły                                                                            | Szczegóły                                                                              |
| -------------- | --------------------------------------------------------------- | --------------- | ------------------------------------------------------------------------------------ | -------------------------------------------------------------------------------------- |
| Godzina: 19:00 | J. Dolinsek (EQ) 09:43 A. Zidan (EQ) 45:05 M. Pesjak (EQ) 57:01 | (1:1, 0:1, 2:2) | 16:55 (EQ) K. Dansereau 38:21 (EQ) R. Hajós 52:18 (PP) B. Gõz 56:47 (EQ) N. Galanisz | Widzów: 1150 Sędzia główny: Laurent Garbay Sędziowie liniowi: Balazs Somos Daniel Soos |
| Godzina: 19:00 | 26 min. kar                                                     |                 | 12 min. kar                                                                          | Widzów: 1150 Sędzia główny: Laurent Garbay Sędziowie liniowi: Balazs Somos Daniel Soos |

| 25 października 2015 | HK Mogo | 4:1 | Acroni Jesenice | Miszkolc Arena, Miszkolc |

| Szczegóły      | Szczegóły                                                                                    | Szczegóły       | Szczegóły            | Szczegóły                                                                                 |
| -------------- | -------------------------------------------------------------------------------------------- | --------------- | -------------------- | ----------------------------------------------------------------------------------------- |
| Godzina: 15:30 | M. Lipsbergs (EQ) 11:44 E. Lipsbergs (EQ) 31:19 R. Prusis (PP) 43:51 M. Lipsbergs (EN) 59:51 | (1:1, 1:0, 2:0) | 06:31 (EQ) A. Jeklic | Widzów: 155 Sędzia główny: Jonathan Liptrott Sędziowie liniowi: Adam Ozsvath Aron Soltesz |
| Godzina: 15:30 | 10 min. kar                                                                                  |                 | 8 min. kar           | Widzów: 155 Sędzia główny: Jonathan Liptrott Sędziowie liniowi: Adam Ozsvath Aron Soltesz |

| 25 października 2015 | CH Jaca | 2:10 | Miskolci JJSE | Miszkolc Arena, Miszkolc |

| Szczegóły      | Szczegóły                                   | Szczegóły       | Szczegóły | Szczegóły                                                                               |
| -------------- | ------------------------------------------- | --------------- | --- | --------------------------------------------------------------------------------------- |
| Godzina: 19:00 | F. Diséi (EQ) 09:44 V. Montreuil (EQ) 43:54 | (1:1, 0:5, 1:4) | 12:17 (PP2) K. Dansereau 21:18 (EQ) K. Sagert 28:28 (EQ) B. Láda 29:32 (EQ) K. Sagert 29:48 (EQ) B. Somogyi 37:42 (EQ) A. Tóth 48:40 (EQ) A. Pavuk 50:49 (EQ) J. Cseter 51:22 (EQ) N. Galanisz 58:10 (EQ) K. Dansereau | Widzów: 1150 Sędzia główny: Maciej Pachucki Sędziowie liniowi: Balazs Somos Daniel Soos |
| Godzina: 19:00 | 10 min. kar                                 |                 | 14 min. kar | Widzów: 1150 Sędzia główny: Maciej Pachucki Sędziowie liniowi: Balazs Somos Daniel Soos |

### Grupa C
Tabela

| Lp. | Zespół              | M | Pkt | Z | WpD | PpD | P | G+ | G- | +/− |
| --- | ------------------- | - | --- | - | --- | --- | - | -- | -- | --- |
| 1   | GKS Tychy           | 3 | 9   | 3 | 0   | 0   | 0 | 37 | 5  | +32 |
| 2   | Coventry Blaze      | 3 | 6   | 2 | 0   | 0   | 1 | 21 | 6  | +15 |
| 3   | CSM Dunărea Galați  | 3 | 3   | 1 | 0   | 0   | 2 | 15 | 16 | -1  |
| 4   | HK Partizan Belgrad | 3 | 0   | 0 | 0   | 0   | 3 | 2  | 48 | -46 |

Wyniki
| 23 października 2015 | CSM Dunărea Galați | 2:7 | Coventry Blaze | Stadion Zimowy, Tychy |

| Szczegóły      | Szczegóły                                | Szczegóły       | Szczegóły | Szczegóły                                                                             |
| -------------- | ---------------------------------------- | --------------- | --- | ------------------------------------------------------------------------------------- |
| Godzina: 15:30 | R. Krajči (PP) 48:46 S. Szőcs (EQ) 54:43 | (0:2, 0:3, 2:2) | 06:52 (EQ) C. Tanaka 12:06 (EQ) C. Tanaka 22:12 (PP2) N. Trimm 23:20 (EQ) C. Tanaka 33:09 (EA) N. Trimm 42:22 (PP) N. Lukacevic 59:01 (EQ) B. Robinson | Widzów: ? Sędzia główny: Markus Krawinkel Sędziowie liniowi: Marcin Polak Wiktor Zień |
| Godzina: 15:30 | 14 min. kar                              |                 | 8 min. kar | Widzów: ? Sędzia główny: Markus Krawinkel Sędziowie liniowi: Marcin Polak Wiktor Zień |

| 23 października 2015 | GKS Tychy | 26:0 | HK Partizan Belgrad | Stadion Zimowy, Tychy |

| Szczegóły      | Szczegóły | Szczegóły        | Szczegóły   | Szczegóły                                                                                 |
| -------------- | --- | ---------------- | ----------- | ----------------------------------------------------------------------------------------- |
| Godzina: 19:30 | A. Bagiński (EQ) 00:29 J. Hertl (EQ) 01:21 B. Jeziorski (EQ) 02:02 K. Kalinowski (EQ) 02:18 A. Bagiński (EQ) 02:39 K. Kalinowski (EQ) 07:55 M. Kartoszkin (EQ) 10:20 J. Hertl (PS) 11:50 M. Bepierszcz (EQ) 23:00 J. Vítek (EQ) 24:58 M. Kartoszkin (SH) 35:22 J. Hertl (SH) 36:31 A. Bagiński (EQ) 38:16 F. Komorski (PP) 44:19 R. Galant (EQ) 45:39 M. Łopuski (EQ) 45:56 J. Rzeszutko (EQ) 46:13 K. Kalinowski (EQ) 47:42 M. Kartoszkin (EQ) 50:26 B. Jeziorski (EQ) 50:37 F. Komorski (PP) 51:17 F. Komorski (EQ) 51:32 B. Pociecha (EQ) 52:14 B. Pociecha (PP) 52:56 J. Rzeszutko (EQ) 53:48 M. Bepierszcz (EQ) 59:10 | (8:0, 5:0, 13:0) |             | Widzów: 2300 Sędzia główny: Miha Bajt Sędziowie liniowi: Patryk Kasprzyk Marcin Młynarski |
| Godzina: 19:30 | 10 min. kar |                  | 18 min. kar | Widzów: 2300 Sędzia główny: Miha Bajt Sędziowie liniowi: Patryk Kasprzyk Marcin Młynarski |

| 24 października 2015 | Coventry Blaze | 12:1 | HK Partizan Belgrad | Stadion Zimowy, Tychy |

| Szczegóły      | Szczegóły | Szczegóły       | Szczegóły               | Szczegóły                                                                                     |
| -------------- | --- | --------------- | ----------------------- | --------------------------------------------------------------------------------------------- |
| Godzina: 15:30 | N. Trimm (EQ) 18:11 R. Cowley (EQ) 19:04 C. Lauzon (EQ) 24:56 R. Venus (EQ) 26:48 N. Trimm (EQ) 30:34 N. Trimm (EQ) 33:48 A. Tait (PP) 39:12 A. Tait (EQ) 40:47 B. Robinson (EQ) 46:54 J. Pietrus (EQ) 47:43 J. Pietrus (EQ) 47:52 C. Lauzon (PP) 56:15 | (2:1, 5:0, 5:0) | 10:33 (EQ) M. Brkusanin | Widzów: 300 Sędzia główny: Vladimir Babic Sędziowie liniowi: Patryk Kasprzyk Marcin Młynarski |
| Godzina: 15:30 | 6 min. kar |                 | 10 min. kar             | Widzów: 300 Sędzia główny: Vladimir Babic Sędziowie liniowi: Patryk Kasprzyk Marcin Młynarski |

| 24 października 2015 | GKS Tychy | 8:3 | CSM Dunărea Galați | Stadion Zimowy, Tychy |

| Szczegóły      | Szczegóły | Szczegóły       | Szczegóły                                                      | Szczegóły                                                                         |
| -------------- | --- | --------------- | -------------------------------------------------------------- | --------------------------------------------------------------------------------- |
| Godzina: 19:30 | K. Kalinowski (EQ) 01:47 M. Łopuski (EQ) 03:22 J. Witecki (EQ) 05:10 M. Łopuski (EQ) 17:49 J. Rzeszutko (EQ) 34:36 J. Rzeszutko (PP) 44:31 M. Bepierszcz (EQ) 53:27 M. Kotlorz (PP) 54:10 | (4:0, 1:2, 3:1) | 25:50 (PP) L. Lőrincz 36:20 (EQ) R. Krajči 51:38 (EQ) S. Szőcs | Widzów: 1400 Sędzia główny: Miha Bajt Sędziowie liniowi: Marcin Polak Wiktor Zień |
| Godzina: 19:30 | 10 min. kar |                 | 10 min. kar                                                    | Widzów: 1400 Sędzia główny: Miha Bajt Sędziowie liniowi: Marcin Polak Wiktor Zień |

| 25 października 2015 | HK Partizan Belgrad | 1:10 | CSM Dunărea Galați | Stadion Zimowy, Tychy |

| Szczegóły      | Szczegóły             | Szczegóły       | Szczegóły | Szczegóły                                                                                     |
| -------------- | --------------------- | --------------- | --- | --------------------------------------------------------------------------------------------- |
| Godzina: 15:30 | S. Iżwekow (EQ) 33:28 | (0:1, 1:4, 0:5) | 03:28 (SH) R. Krajči 20:30 (SH) S. Chernienko 30:05 (PP) L. Lőrincz 30:23 (PP) L. Lőrincz 35:43 (EQ) L. Lőrincz 45:01 (EQ) S. Szőcs 46:30 (EQ) L. Lőrincz 46:55 (EQ) S. Hildebrand 48:33 (PP) S. Chernienko 57:25 (EQ) B. Neagos | Widzów: 300 Sędzia główny: Vladimir Babic Sędziowie liniowi: Patryk Kasprzyk Marcin Młynarski |
| Godzina: 15:30 | 20 min. kar           |                 | 14 min. kar | Widzów: 300 Sędzia główny: Vladimir Babic Sędziowie liniowi: Patryk Kasprzyk Marcin Młynarski |

| 25 października 2015 | Coventry Blaze | 2:3 | GKS Tychy | Stadion Zimowy, Tychy |

| Szczegóły      | Szczegóły                                    | Szczegóły       | Szczegóły                                                     | Szczegóły                                                                                |
| -------------- | -------------------------------------------- | --------------- | ------------------------------------------------------------- | ---------------------------------------------------------------------------------------- |
| Godzina: 19:30 | J. Pietrus (PP) 02:35 M. Quesnele (EQ) 40:52 | (1:0, 0:0, 1:3) | 45:13 (EQ) M. Bryk 50:01 (EQ) J. Witecki 54:24 (EQ) R. Galant | Widzów: 2700 Sędzia główny: Markus Krawinkel Sędziowie liniowi: Marcin Polak Wiktor Zień |
| Godzina: 19:30 | 62 min. kar                                  |                 | 38 min. kar                                                   | Widzów: 2700 Sędzia główny: Markus Krawinkel Sędziowie liniowi: Marcin Polak Wiktor Zień |

## III runda

### Grupa D
Tabela

| Lp. | Zespół           | M | Pkt | Z | WpD | PpD | P | G+ | G- | +/− |
| --- | ---------------- | - | --- | - | --- | --- | - | -- | -- | --- |
| 1   | Herning Blue Fox | 3 | 8   | 2 | 1   | 0   | 0 | 10 | 3  | +7  |
| 2   | Asiago Hockey    | 3 | 7   | 2 | 0   | 1   | 0 | 8  | 4  | +4  |
| 3   | Jertys Pawłodar  | 3 | 3   | 1 | 0   | 0   | 2 | 13 | 8  | +5  |
| 4   | HK Mogo Ryga     | 3 | 0   | 0 | 0   | 0   | 3 | 4  | 20 | -16 |

| 20 listopada 2015 | Jertys Pawłodar | 11:2 | HK Mogo Ryga | Hodegart, Asiago |

| Godzina: 17:00 | A. Burdiełow (EQ) 05:13 D. Makarow (PP2) 11:08 J. Jewdokimow (EQ) 19:24 R. Tesluk (EQ) 31:03 J. Bondarienko (EQ) 31:36 M. Rachmanow (PP) 37:21 M. Rachmanow (EQ) 40:55 A. Zubkow (EQ) 41:46 A. Burdiełow (PP) 44:26 D. Klemieszow (PP) 54:40 R. Aidas (EQ) 55:39 | (3:1, 3:0, 5:1) | 18:18 (PP) S. Durdins 41:18 (EQ) L. Lans | Widzów: 300 Sędzia główny: Patric Bjalkander Trpimir Piragic Sędziowie liniowi: Federico Giacomozzi Federico Pace |
| Godzina: 17:00 | 14 min. kar |                 | 18 min. kar                              | Widzów: 300 Sędzia główny: Patric Bjalkander Trpimir Piragic Sędziowie liniowi: Federico Giacomozzi Federico Pace |

| 20 listopada 2015 | Asiago Hockey | 1:2 pk. | Herning Blue Fox | Hodegart, Asiago |

| Godzina: 20:30 | M. Presti (EQ) 25:58 | (0:1, 1:0, 0:0, 0:0, 0:1) | 14:26 (EQ) J. Smithson 65:00 (SO) J. George | Widzów: 1600 Sędzia główny: Oldrich Hejduk Artur Kulew Sędziowie liniowi: Nicola Basso Alexander Wiest |
| Godzina: 20:30 | 24 min. kar          |                           | 37 min. kar                                 | Widzów: 1600 Sędzia główny: Oldrich Hejduk Artur Kulew Sędziowie liniowi: Nicola Basso Alexander Wiest |

| 21 listopada 2015 | Herning Blue Fox | 5:2 | HK Mogo Ryga | Hodegart, Asiago |

| Godzina: 17:00 | K. Lauridsen (EQ) 05:18 T. Sinisalo (EQ) 37:55 J. George (EQ) 38:20 K. Lauridsen (PP) 46:20 T. Sinisalo (EN) 59:32 | (1:0, 2:1, 2:1) | 30:56 (EQ) M. Lipsbergs 57:37 (EA) E. Lipsbergs | Widzów: 320 Sędzia główny: Oldrich Hejduk Trpimir Piragic Sędziowie liniowi: Nicola Basso Federico Giacomozzi |
| Godzina: 17:00 | 10 min. kar |                 | 16 min. kar                                     | Widzów: 320 Sędzia główny: Oldrich Hejduk Trpimir Piragic Sędziowie liniowi: Nicola Basso Federico Giacomozzi |

| 21 listopada 2015 | Asiago Hockey | 3:2 | Jertys Pawłodar | Hodegart, Asiago |

| Godzina: 20:30 | A. Nigro (EQ) 16:10 L. Ulmer (EQ) 36:23 A. Nigro (EQ) 40:54 | (1:0, 1:2, 1:0) | 21:32 (EQ) S. Lauridsen 39:32 (EQ) J. Jewdokimow | Widzów: 1700 Sędzia główny: Patric Bjalkander Artur Kulev Sędziowie liniowi: Federico Pace Alexander Wiest |
| Godzina: 20:30 | 8 min. kar                                                  |                 | 10 min. kar                                      | Widzów: 1700 Sędzia główny: Patric Bjalkander Artur Kulev Sędziowie liniowi: Federico Pace Alexander Wiest |

| 22 listopada 2015 | Herning Blue Fox | 3:0 | Jertys Pawłodar | Hodegart, Asiago |

| Godzina: 17:00 | M. Sagat (PP) 11:30 J. George (EQ) 45:57 K. Essery (PP) 58:11 | (1:0, 0:0, 2:0) |             | Widzów: 400 Sędzia główny: Patric Bjalkander Artur Kulev Sędziowie liniowi: Nicola Basso Federico Giacomozzi |
| Godzina: 17:00 | 4 min. kar                                                    |                 | 20 min. kar | Widzów: 400 Sędzia główny: Patric Bjalkander Artur Kulev Sędziowie liniowi: Nicola Basso Federico Giacomozzi |

| 22 listopada 2015 | HK Mogo Ryga | 0:4 | Asiago Hockey | Hodegart, Asiago |

| Godzina: 20:30 |            | (0:0, 0:2, 0:2) | 28:01 (PP) M. Tessari 34:27 (EQ) A. Luciani 45:04 (EQ) J. Magnabosco Aguirre 57:46 (EN) S. Bentivoglio | Widzów: 1500 Sędzia główny: Oldrich Hejduk Trpimir Piragic Sędziowie liniowi: Federico Pace Alexander Wiest |
| Godzina: 20:30 | 8 min. kar |                 | 12 min. kar                                                                                            | Widzów: 1500 Sędzia główny: Oldrich Hejduk Trpimir Piragic Sędziowie liniowi: Federico Pace Alexander Wiest |

### Grupa E
Tabela

| Lp. | Zespół              | M | Pkt | Z | WpD | PpD | P | G+ | G- | +/− |
| --- | ------------------- | - | --- | - | --- | --- | - | -- | -- | --- |
| 1   | Dragons de Rouen    | 3 | 9   | 3 | 0   | 0   | 0 | 13 | 6  | +7  |
| 2   | GKS Tychy           | 3 | 6   | 2 | 0   | 0   | 1 | 8  | 7  | +1  |
| 3   | Szachcior Soligorsk | 3 | 3   | 1 | 0   | 0   | 2 | 7  | 3  | +4  |
| 4   | HK Krzemieńczuk     | 3 | 0   | 0 | 0   | 0   | 3 | 4  | 16 | -12 |

Wyniki
| 20 listopada 2015 | HK Krzemieńczuk | 0:6 | Szachcior Soligorsk | Île Lacroix, Rouen |

| Godzina: 16:30 |             | (0:2, 0:3, 0:1) | 07:19 (EQ) J. Kuncewicz 18:54 (PP) W. Andruszczenko 32:08 (EQ) W. Suszko 32:45 (EQ) J. Goranin 37:51 (PP) A. Lewsza 59:34 (PP) A. Lewsza | Widzów: 1022 Sędzia główny: Daniel Gamper Jacob Grumsen Sędziowie liniowi: Clement Goncalves Frederic Peuriere |
| Godzina: 16:30 | 18 min. kar |                 | 4 min. kar | Widzów: 1022 Sędzia główny: Daniel Gamper Jacob Grumsen Sędziowie liniowi: Clement Goncalves Frederic Peuriere |

| 20 listopada 2015 | Dragons de Rouen | 5:3 | GKS Tychy | Île Lacroix, Rouen |

| Godzina: 20:00 | F. Chakiachvili (PP) 05:51 S. Treille (EQ) 30:15 F.-P. Guénette (PP) 41:20 J. Krog (EQ) 43:09 M.-A. Thinel (EQ) 45:12 | (1:2, 1:0, 3:1) | 11:54 (EQ) R. Galant 19:10 (PP) J. Rzeszutko 50:27 (EQ) M. Bepierszcz | Widzów: 2450 Sędzia główny: Roystian Hansen Sirko Hunnius Sędziowie liniowi: Matthieu Barbez Thomas Caillot |
| Godzina: 20:00 | 18 min. kar |                 | 14 min. kar                                                           | Widzów: 2450 Sędzia główny: Roystian Hansen Sirko Hunnius Sędziowie liniowi: Matthieu Barbez Thomas Caillot |

| 21 listopada 2015 | Szachcior Soligorsk | 1:2 | GKS Tychy | Île Lacroix, Rouen |

| Godzina: 16:30 | W. Andruszczenko (PP) 23:45 | (0:0, 1:0, 0:2) | 50:21 (EQ) F. Komorski 53:33 (EQ) M. Bepierszcz | Widzów: 2017 Sędzia główny: Roystian Hansen Sirko Hunnius Sędziowie liniowi: Matthieu Barbez Clement Goncalves |
| Godzina: 16:30 | 20 min. kar                 |                 | 10 min. kar                                     | Widzów: 2017 Sędzia główny: Roystian Hansen Sirko Hunnius Sędziowie liniowi: Matthieu Barbez Clement Goncalves |

| 21 listopada 2015 | Dragons de Rouen | 7:3 | HK Krzemieńczuk | Île Lacroix, Rouen |

| Godzina: 20:00 | M.-A. Thinel (EQ) 00:14 S. Treille (PP) 06:32 F. Chakiachvili (EQ) 08:32 M.-A. Thinel (EQ) 11:20 T. Konttinen (PP) 26:28 S. Treille (EQ) 32:49 L. Lampérier (SH) 41:02 | (4:1, 2:0, 1:2) | 15:57 (PS) S. Karpenko 42:23 (EQ) T. Hrycenko 51:08 (EQ) I. Pidhurski | Widzów: 2250 Sędzia główny: Daniel Gamper Jacob Grumsen Sędziowie liniowi: Thomas Caillot Frederic Peuriere |
| Godzina: 20:00 | 16 min. kar |                 | 16 min. kar                                                           | Widzów: 2250 Sędzia główny: Daniel Gamper Jacob Grumsen Sędziowie liniowi: Thomas Caillot Frederic Peuriere |

| 22 listopada 2015 | GKS Tychy | 3:1 | HK Krzemieńczuk | Île Lacroix, Rouen |

| Godzina: 16:00 | J. Rzeszutko (EQ) 09:57 J. Rzeszutko (EQ) 19:37 R. Galant (PP) 55:57 | (2:0, 0:1, 1:0) | 35:33 (PP) K. Żownyr | Widzów: 1975 Sędzia główny: Daniel Gamper Sirko Hunnius Sędziowie liniowi: Matthieu Barbez Frederic Peuriere |
| Godzina: 16:00 | 14 min. kar                                                          |                 | 8 min. kar           | Widzów: 1975 Sędzia główny: Daniel Gamper Sirko Hunnius Sędziowie liniowi: Matthieu Barbez Frederic Peuriere |

| 22 listopada 2015 | Szachcior Soligorsk | 0:1 | Dragons de Rouen | Île Lacroix, Rouen |

| Godzina: 19:30 |             | (0:1, 0:0, 0:0) | 19:11 (EQ) L. Guillemain | Widzów: 2646 Sędzia główny: Jacob Grumsen Roystian Hansen Sędziowie liniowi: Thomas Caillot Clement Goncalves |
| Godzina: 19:30 | 28 min. kar |                 | 18 min. kar              | Widzów: 2646 Sędzia główny: Jacob Grumsen Roystian Hansen Sędziowie liniowi: Thomas Caillot Clement Goncalves |

## Superfinał – grupa F
Tabela
| Lp. | Zespół           | M | Pkt | Z | WpD | PpD | P | G+ | G- | +/− |
| --- | ---------------- | - | --- | - | --- | --- | - | -- | -- | --- |
| 1   | Dragons de Rouen | 3 | 9   | 3 | 0   | 0   | 0 | 14 | 7  | +7  |
| 2   | Herning Blue Fox | 3 | 3   | 1 | 0   | 0   | 2 | 5  | 6  | -1  |
| 3   | GKS Tychy        | 3 | 3   | 1 | 0   | 0   | 2 | 9  | 11 | -2  |
| 4   | Asiago Hockey    | 3 | 3   | 1 | 0   | 0   | 2 | 6  | 10 | -4  |

Wyniki
| 8 stycznia 2016 | Herning Blue Fox | 1:2 | GKS Tychy | Île Lacroix, Rouen |

| Szczegóły      | Szczegóły             | Szczegóły       | Szczegóły                                | Szczegóły |
| -------------- | --------------------- | --------------- | ---------------------------------------- | --- |
| Godzina: 16:30 | D. Nielsen (PP) 20:48 | (0:0, 1:2, 0:0) | 23:49 (EQ) M. Kolarz 26:18 (EQ) B. Ciura | Widzów: 1838 Sędzia główny: Manuel Nikolic Per Gustav Solem Sędziowie liniowi: Sandro Gurtner Jauhen Hancharou |
| Godzina: 16:30 | 6 min. kar            |                 | 8 min. kar                               | Widzów: 1838 Sędzia główny: Manuel Nikolic Per Gustav Solem Sędziowie liniowi: Sandro Gurtner Jauhen Hancharou |

| 8 stycznia 2016 | Asiago Hockey | 2:4 | Dragons de Rouen | Île Lacroix, Rouen |

| Szczegóły      | Szczegóły                                    | Szczegóły       | Szczegóły                                                                                         | Szczegóły                                                                                            |
| -------------- | -------------------------------------------- | --------------- | ------------------------------------------------------------------------------------------------- | --- |
| Godzina: 20:00 | M. Magnabosco (EQ) 03:47 A. Nigro (SH) 50:56 | (1:2, 0:2, 1:0) | 06:28 (EQ) M.-A. Thinel 15:00 (EQ) M.-A. Thinel 28:26 (PP) L. Lampérier 30:39 (EQ) N. Arrossamena | Widzów: 2546 Sędzia główny: Rene Hradil Anssi Salonen Sędziowie liniowi: Fredrik Altberg Ryan Madsen |
| Godzina: 20:00 | 20 min. kar                                  |                 | 12 min. kar                                                                                       | Widzów: 2546 Sędzia główny: Rene Hradil Anssi Salonen Sędziowie liniowi: Fredrik Altberg Ryan Madsen |

| 9 stycznia 2016 | Herning Blue Fox | 4:0 | Asiago Hockey | Île Lacroix, Rouen |

| Szczegóły      | Szczegóły                                                                            | Szczegóły       | Szczegóły  | Szczegóły                                                                                            |
| -------------- | ------------------------------------------------------------------------------------ | --------------- | ---------- | --- |
| Godzina: 16:30 | K. Essery (EQ) 21:18 M. Sagat (EQ) 50:27 D. Nielsen (PP2) 52:19 J. Linnet (EQ) 58:51 | (0:0, 1:0, 3:0) |            | Widzów: 2482 Sędzia główny: Anssi Salonen Per Gustav Solem Sędziowie liniowi: Vit Lederer Henri Neva |
| Godzina: 16:30 | 14 min. kar                                                                          |                 | 6 min. kar | Widzów: 2482 Sędzia główny: Anssi Salonen Per Gustav Solem Sędziowie liniowi: Vit Lederer Henri Neva |

| 9 stycznia 2016 | Dragons de Rouen | 6:5 | GKS Tychy | Île Lacroix, Rouen |

| Szczegóły      | Szczegóły | Szczegóły       | Szczegóły                                                                                  | Szczegóły                                                                                                 |
| -------------- | --- | --------------- | ------------------------------------------------------------------------------------------ | --- |
| Godzina: 16:30 | D. Koudys 02:45 M.-A. Thinel 03:41 O. Dame-Malka 11:02 M.-A. Thinel 13:00 S. Treille 20:49 O. Dame-Malka 27:10 | (4:2, 2:2, 0:1) | 00:42 K. Kalinowski 16:28 M. Kolusz 32:42 J. Rzeszutko 37:53 M. Kotlorz 59:23 J. Rzeszutko | Widzów: 2746 Sędzia główny: Manuel Nikolic Tomas Orolin Sędziowie liniowi: Fredrik Altberg Sandro Gurtner |
| Godzina: 16:30 | 12 min. kar |                 | 16 min. kar                                                                                | Widzów: 2746 Sędzia główny: Manuel Nikolic Tomas Orolin Sędziowie liniowi: Fredrik Altberg Sandro Gurtner |

| 10 stycznia 2016 | GKS Tychy | 2:4 | Asiago Hockey | Île Lacroix, Rouen |

| Szczegóły      | Szczegóły                         | Szczegóły       | Szczegóły                                                             | Szczegóły                                                                                             |
| -------------- | --------------------------------- | --------------- | --------------------------------------------------------------------- | --- |
| Godzina: 16:00 | M. Kolusz 33:11 A. Bagiński 57:51 | (0:1, 1:1, 1:2) | 07:49 M. Magnabosco 20:43 A. Lutz 43:44 L. Ulmer 54:37 S. Bentivoglio | Widzów: 2546 Sędzia główny: Rene Hradil Manuel Nikolic Sędziowie liniowi: Jauhen Hancharou Henri Neva |
| Godzina: 16:00 | 8 min. kar                        |                 | 22 min. kar                                                           | Widzów: 2546 Sędzia główny: Rene Hradil Manuel Nikolic Sędziowie liniowi: Jauhen Hancharou Henri Neva |

| 10 stycznia 2016 | Dragons de Rouen | 4:0 | Herning Blue Fox | Île Lacroix, Rouen |

| Szczegóły      | Szczegóły                                                        | Szczegóły       | Szczegóły   | Szczegóły                                                                                         |
| -------------- | ---------------------------------------------------------------- | --------------- | ----------- | ------------------------------------------------------------------------------------------------- |
| Godzina: 16:00 | D. Raux 09:23 J. Krog 10:20 M.-A. Thinel 25:25 P. Coulombe 59:04 | (2:0, 1:0, 1:0) |             | Widzów: 2746 Sędzia główny: Tomas Orolin Anssi Salonen Sędziowie liniowi: Vit Lederer Ryan Madsen |
| Godzina: 16:00 | 37 min. kar                                                      |                 | 36 min. kar | Widzów: 2746 Sędzia główny: Tomas Orolin Anssi Salonen Sędziowie liniowi: Vit Lederer Ryan Madsen |

### Statystyki
- Klasyfikacja strzelców:  Marc-André Thinel (Rouen) – 5 goli[3]
- Klasyfikacja asystentów:  Francois-Pierre Guenette (Rouen) – 4 asysty[4]
- Klasyfikacja kanadyjska:  Marc-André Thinel (Rouen) – 7 punktów[5]
- Klasyfikacja skuteczności interwencji bramkarzy:  Simon Nielsen (Herning) – 94,25%
- Klasyfikacja średniej goli straconych na mecz bramkarzy:  Simon Nielsen (Herning) – 1,72

Nagrody
W turnieju finałowym przyznano nagrody indywidualne:
- Najlepszy bramkarz turnieju:  Simon Nielsen (Herning)
- Najlepszy obrońca turnieju:  Patrick Coulombe (Rouen)
- Najlepszy napastnik turnieju:  Marc-André Thinel (Rouen)